# MoSCoW-methode
De MoSCoW-methode is een wijze van prioriteiten stellen in onder meer de software engineering. De eisen aan het resultaat van een project worden ermee ingedeeld. Het is een afkorting, waarvan de letters staan voor:
- M - must haves: deze eisen (requirements) moeten in het eindresultaat terugkomen, zonder deze eisen is het product niet bruikbaar;
- S - should haves: deze eisen zijn zeer gewenst, maar zonder is het product wel bruikbaar;
- C - could haves: deze eisen zullen alleen aan bod komen als er tijd genoeg is;
- W - won't haves: deze eisen zullen in dit project niet aan bod komen maar kunnen in de toekomst, bij een vervolgproject, interessant zijn.

De kleine letters 'o' in de afkorting hebben geen betekenis, maar maken de afkorting makkelijker te onthouden.
Een project wordt vaak als mislukt beschouwd wanneer niet alle must-have eisen in het eindproduct verwerkt zitten.
De methode is populair in de Dynamic Systems Development Method en Rapid application development, en wordt ook vaak toegepast bij het prioriteren van verandervoorstellen met betrekking tot bedrijfsprocessen.

## Noot
1. ↑  Hans van Vliet, Software Engineering: Principles and Practice, third edition, Wiley, Chichester (UK), 2008, p. 63